# Cykloper

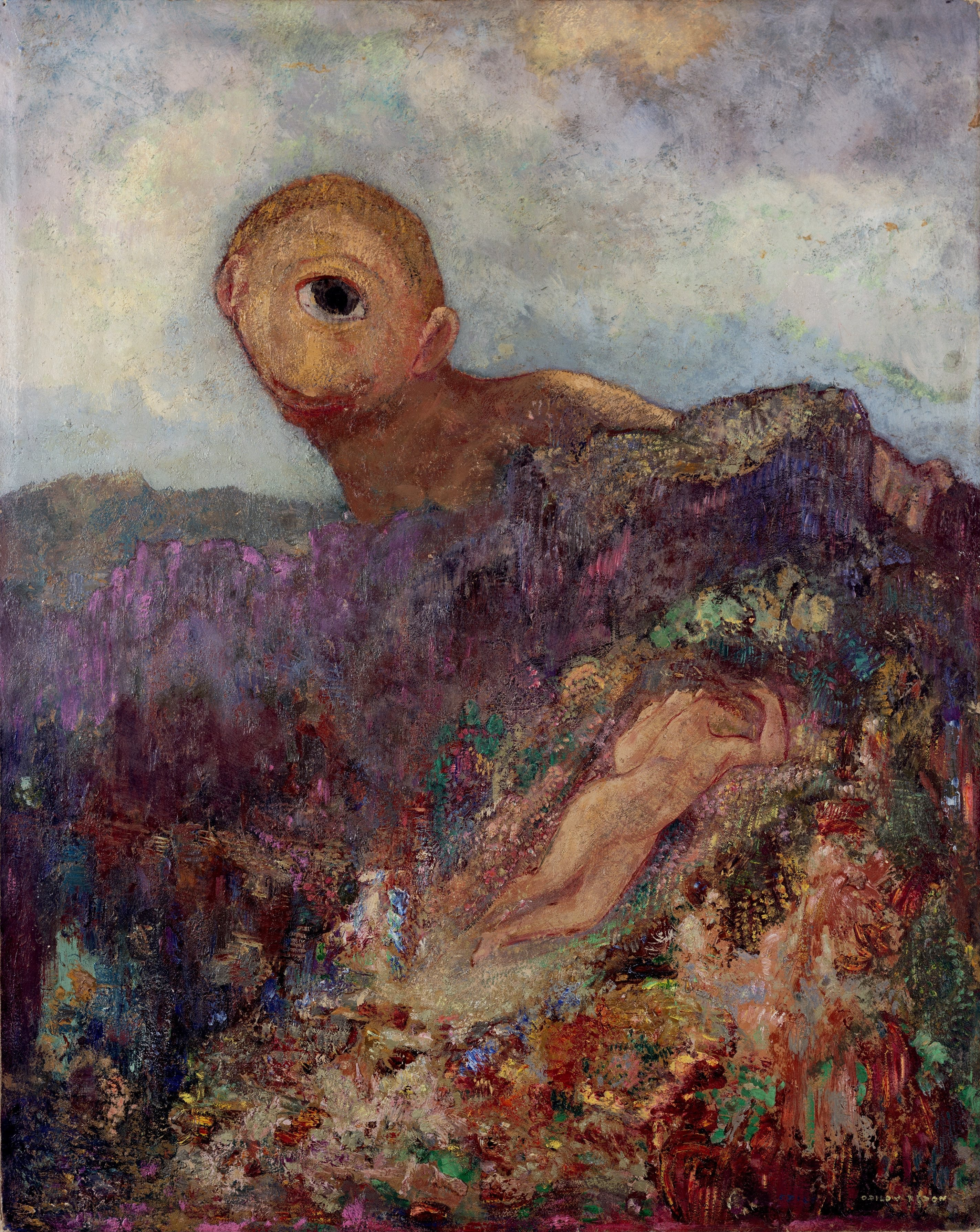
"Cyklopen", målning av Odilon Redon (1840-1916).

Cykloper eller kykloper (grek. κύκλωπες, kýklōpes, lat. cyclopes), var i grekisk mytologi människoätande jättar med ett enda öga mitt i pannan, som bebodde Youra, en av de öar som Odysseus besökte. En av cykloperna, Polyfemos, stängde in Odysseus och hans män i sin grotta för att äta upp dem. Odysseus överlistade emellertid cyklopen och lyckades fly efter att ha förblindat honom med en glödgad träpåle.
Hesiodos säger dock att det fanns endast tre cykloper, tre bröder (söner till Uranos och Gaia;  Arges, Brontes och Steropes. Dessa smidde Zeus åskvigg, Poseidons treudd och Hades krona som gör en osynlig. Enligt Odysséen fanns det sju stycken cykloper. Apollon skall ha slagit ihjäl fyra bröder som hämnd efter Apollons son, Asklepios, eftersom han återupplivade människor med gorgonens Medusas blod så Zeus slog ner honom med en åskvigg.
Arges betyder ljuset. Brontes är åska, och Steropes betyder blixten. En sak att nämna är hur tragisk deras uppväxt var. Deras fader Uranos blev så förskräckt av deras utseende att han slängde ner dem i Tartaros. Modern Gaia sände sin son, Kronos, efter fadern, men när Kronos segrade släppte han inte ut dem. Det gav Zeus en fördel eftersom det gav Gaia ett starkt agg mot Kronos som inte släppte ut hennes barn.